# Свети Сава (дружество)
Вижте пояснителната страница за други значения на Сава.
„Свети Сава“ (на сръбски: Друштво „Свети Сава“) е сръбска културно-просветна и пропагандистка организация, активна в Македония и Стара Сърбия в подкрепа на великосръбската идея. Създадена е през 1886 г. в Белград.
Организатор на дружеството е Светомир Николаевич, професор по обща история и литература във Великата школа в Белград. Първата среща на дружеството е на 24 август/6 септември 1886 година в залата на Великата школа и на нея освен Николаевич присъстват Стеван Владислав Качански, Милан Миличевич, Срета Стойкович, Любомир Ковачевич, Панта Сречкович, Коста Шуменкович, Милойко Веселинович, Милош Милоевич, протосингел Фирмилиан и други.
Дружеството организира в Сърбия специални училища за деца от Македония и развива пропагандна дейност сред македонските гурбетчии в Сърбия. Само три години по-късно, негово ръководно тяло става отделение при Министерството на външните работи. Изпълнители на дейността на този държавн орган са сръбските консулства в Османската империя. Министерството на външните работи в Белград увеличава значително размера на финансовите средства, предназначени за нуждите на пропагандата в Македония. В резултат на това сърбите започват да откриват училища и да основат религиозно-просветни сдружения в Косовския и Битолския вилает.
Пропагандата е толкова силва, че след един от поредните ученически бунтове в Солунската гимназия, в резултат на неумелата училищна политика на Българската екзархия една група от 34-ма ученици, произхождащи главно от бедни семейства от Македония, приемат предложението на сръбските емисари да отидат и да учат безплатно на разноските на дружество „Свети Сава“ в Белград. Сред тях са Дамян Груев, Димитър Мирчев, Никола Наумов, Христо Коцев, Петър Попарсов, Никола Дейков, Коста Шахов други. През есента на 1888 г. те се озоват в Белград. Македонските българчета първоначално завършват гимназиалното си образование, а след това, отново на сметка на дружеството, постъпват да следват във Великата школа в Белград. Сръбската пропаганда все пак не успява да ги пречупи и през 1890 г. почти цялата група напуска Великата школа и постъпва във Висшето училище в София. Но преди да напуснат на 1 февруари 1890 г., те отправят адрес до Сръбския парламент за причините, поради които напускат Белград:
| „ | „В дъното на душата ни е жално, че точно ние сме тези, които сме допуснали една дълбока грешка против истината и правдата, въпреки че други биха могли да направят това, без да им се наложи като вид пристрастност. За нас като цяло, които сме най-наясно, знаем кои сме, какво сме и най-добре знаем коя е нашата майка, отколкото другите мислят, че знаят това по-добре от нас. Сега вече сте разбрали, че става дума за самите нас, които сме се подписали по-долу, и за нашата родина Македония. На всеки е известно, че тази земя е населена в мнозинството си от славяни, и то българи. Между другото от известно време сръбското официално мнение така се ангажира с посръбчването на македонците, че тази тема стана истинска страст на сръбските журналисти, държавници и научни дейци, както и на обикновените хора. Не слушайки научните авторитети от целия свят, те искат насила да уверят целия свят, че в Македония живеят чисти и истински сърби.“ | “ |

По-късно стипендиантите на дружеството съставляват гръбнака на сръбската въоръжена пропаганда в Македония. Забранено е от комунистическите власти през 1944 г. Подновява дейността си през 1993 г.